# 喬亞縣

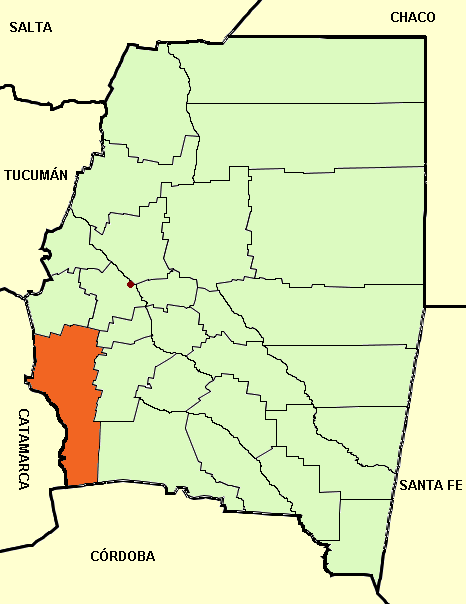

28°38′12″S 65°8′0″W / 28.63667°S 65.13333°W
喬亞縣（西班牙語：Departamento Choya），是阿根廷的縣份，位於該國北部聖地亞哥-德爾埃斯特羅省，首府設於弗里亞斯，面積6,492平方公里，2010年人口34,667，人口密度每平方公里5.34人。